# Высотный (Оренбургская область)
Высотный — посёлок в Матвеевском районе Оренбургской области. Входит в состав Кинельского сельсовета.

## История
В 1966 г. Указом Президиума ВС РСФСР поселок отделения № 3 совхоза «Матвеевский» переименован в Высотный.

## Население
| 2010 |
| ---- |
| 227  |